# Чхангёнгун
Чхангёнгун — дворец, расположенный в Сеуле, Южная Корея и стал одним из Пяти больших дворцов династии Чосон. 
Изначально дворец был построен в середине XV века Королем Седжоном и был назван "Сугангун". Позднее В 1483 году он был отремонтирован и расширен Сонджоном и назван "Чхангёнгун".
В эпоху японского колониального правления, для создания парка развлечений, Японская империя насильно создала японские здания, зоопарк, ботанический сад и музей в дворце. Дворец Чхангёнгун был переименован в Чхангёнвон и это было сниженное имя. Дворец продолжал использоваться как зоопарк и ботанический сад после освобождения. Однако в 1981 году дворец Чхангёнгун начал восстанавливаться, после того как корейское правительство решило реконструировать его.

## Галерея

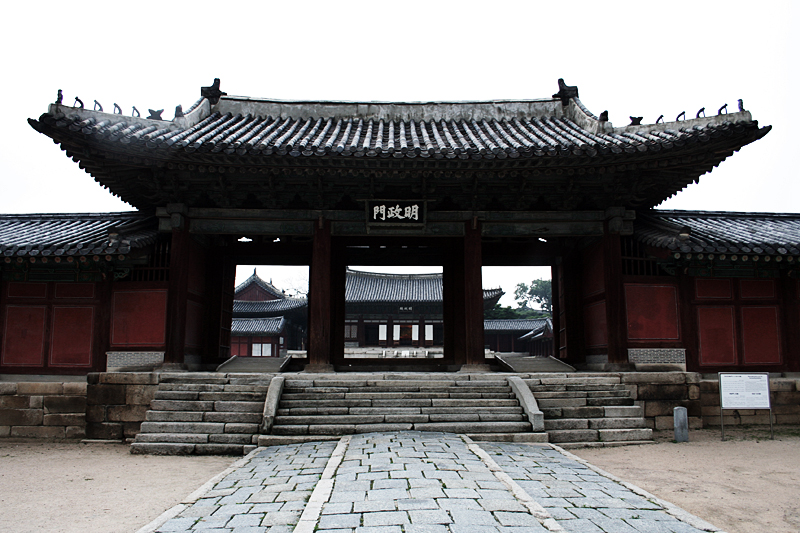
Парадные ворота дворца.
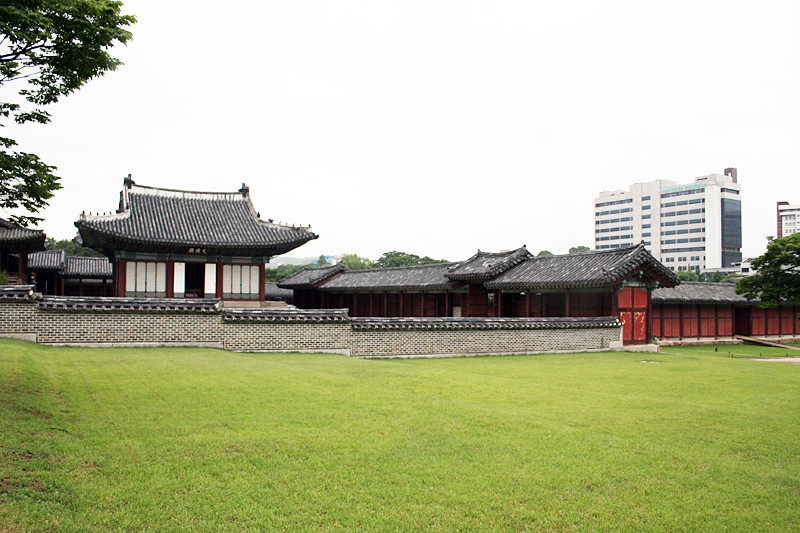
Панорама дворца.